# 후지 급행
후지 급행 주식회사(일본어: 富士急行株式会社, 도쿄: 9010)는 야마나시현 및 시즈오카현동부를 중심으로 운송, 관광, 부동산, 유통업을 하고 있는 일본의 민간기업이다. 본사는 야마나시 현 후지요시다시에 있으며, 도쿄 본사는 도쿄도 시부야구에 있다. 줄여서 '후지큐'라고 한다.
1926년 9월 18일, 후지산로쿠 전기철도(일본어: 富士山麓電気鉄道)라는 이름으로 개업했으며, 1960년 5월 30일, 현재의 이름으로 개칭되었다.

## 운송사업

### 철도
두 개의 노선을 운영하고 있지만, 통틀어서 후지 급행 선이라고 부른다.
- 오쓰키 선
- 가와구치코 선

### 보유하는 철도 차량
- 1000형·1200형(원래는 게이오 전철 5000계)
- 2000형(후지산 특급 전용, 원래는 JR 동일본 165계)
- 5000형
- 6000계(원래는 JR 동일본 205계)
- 8000계(원래는 오다큐 전철 20000형)
- 8500계(원래는 JR 도카이 371계)

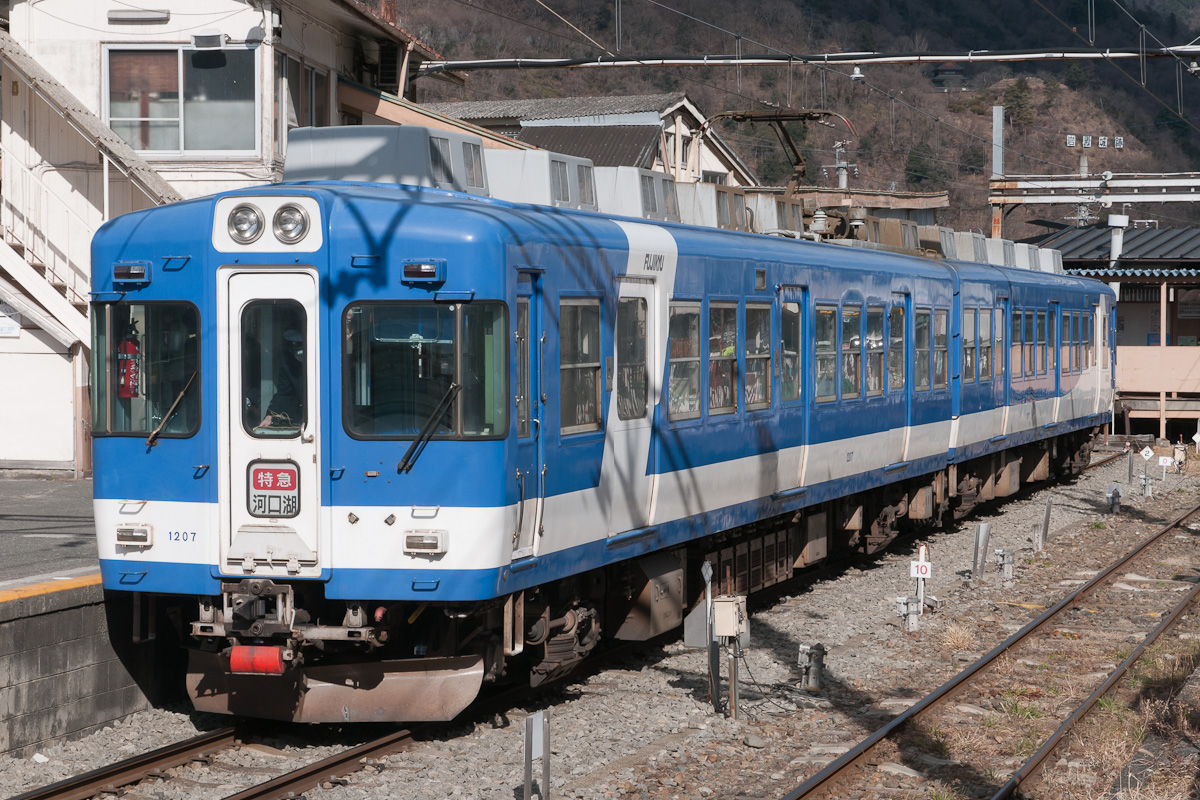
1000형
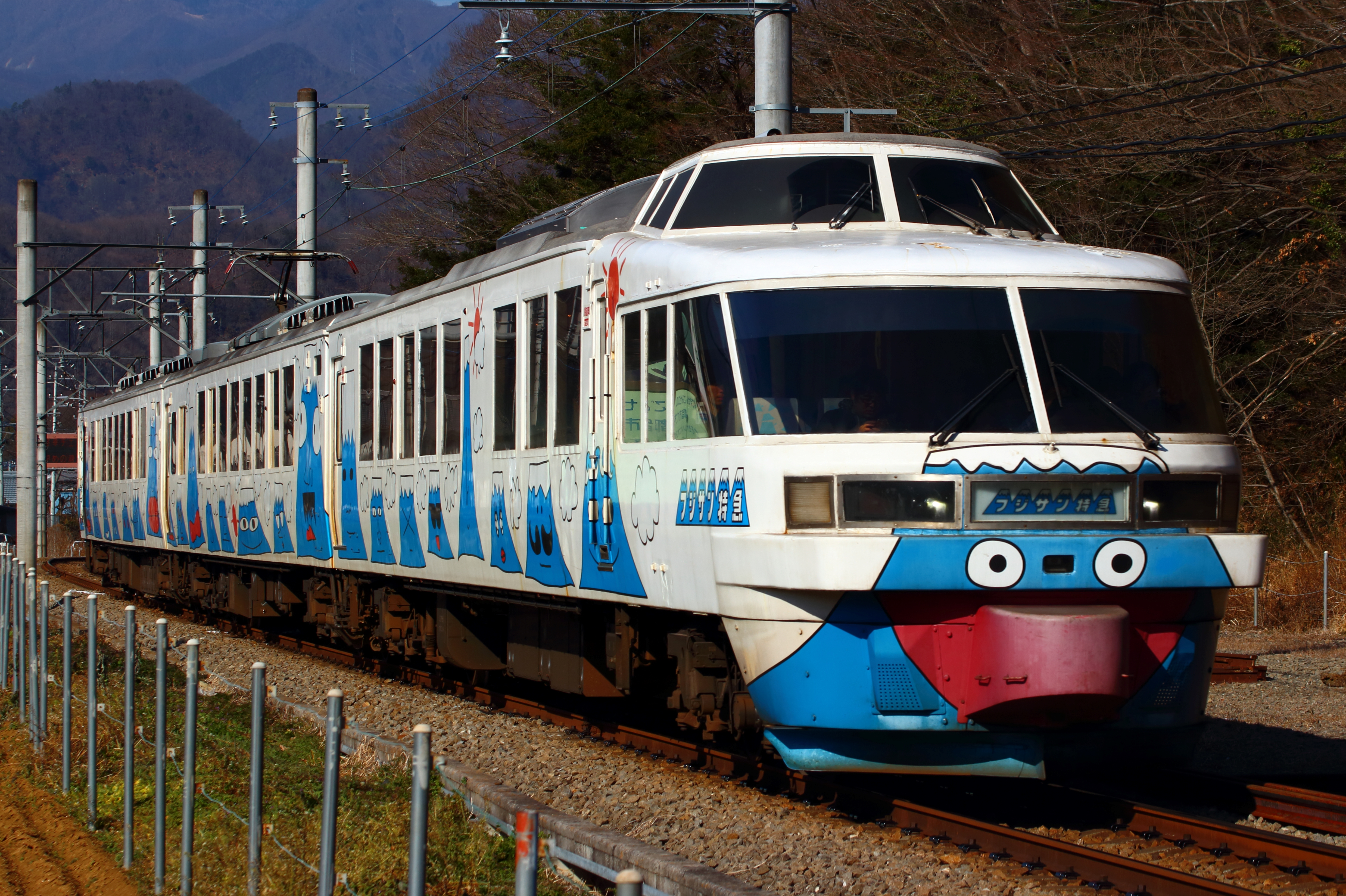
2000형
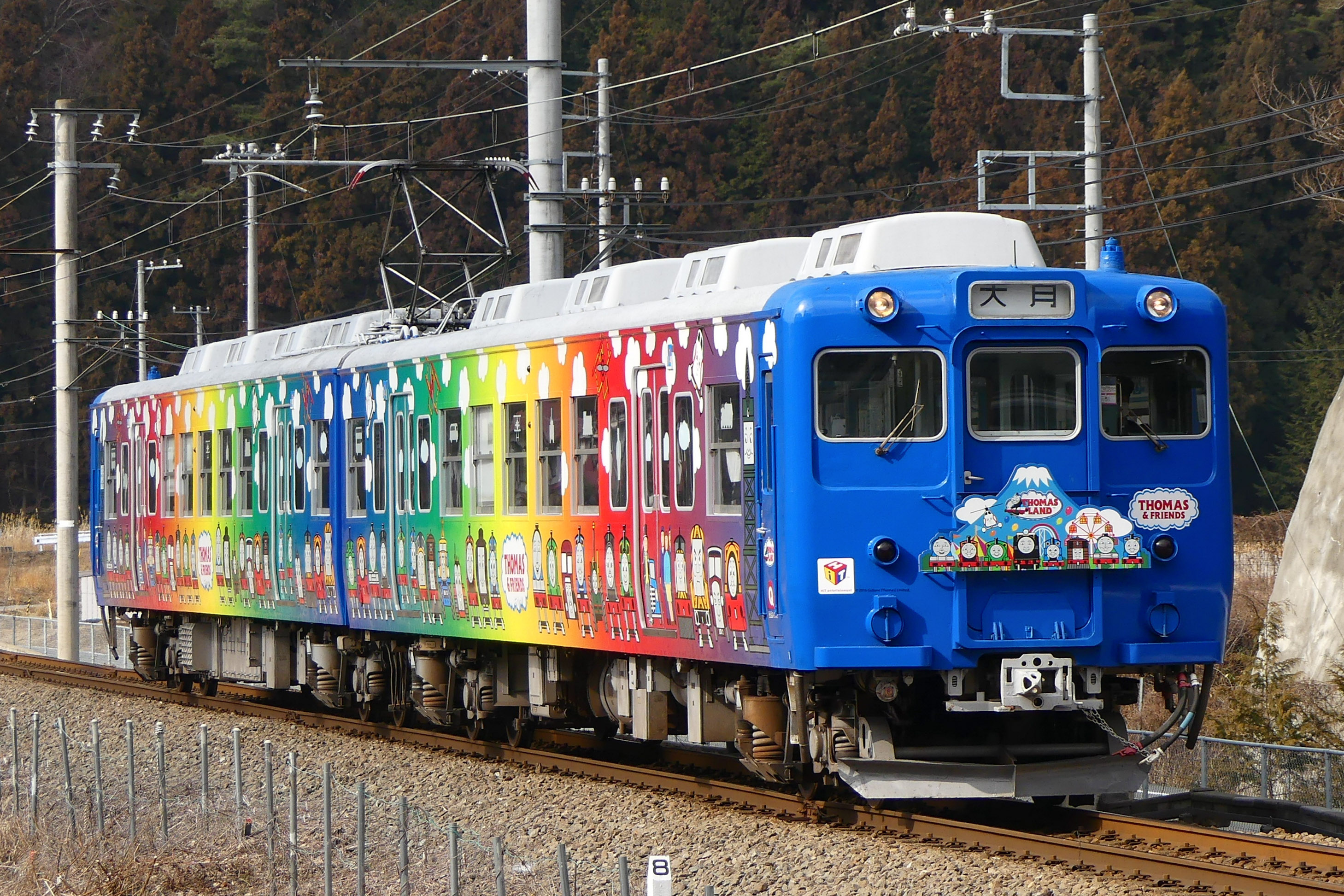
5000형
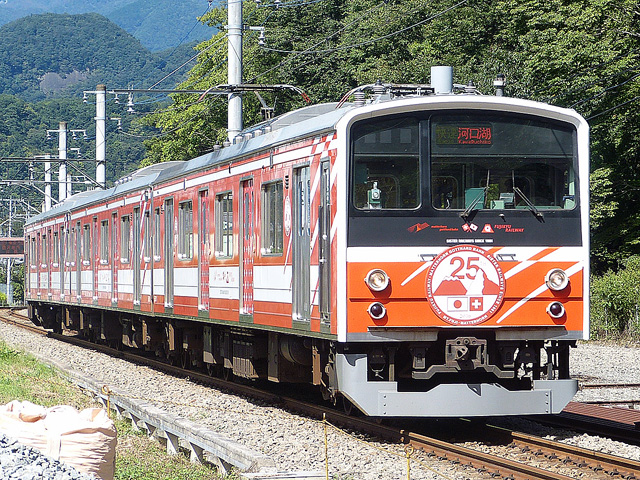
6000계
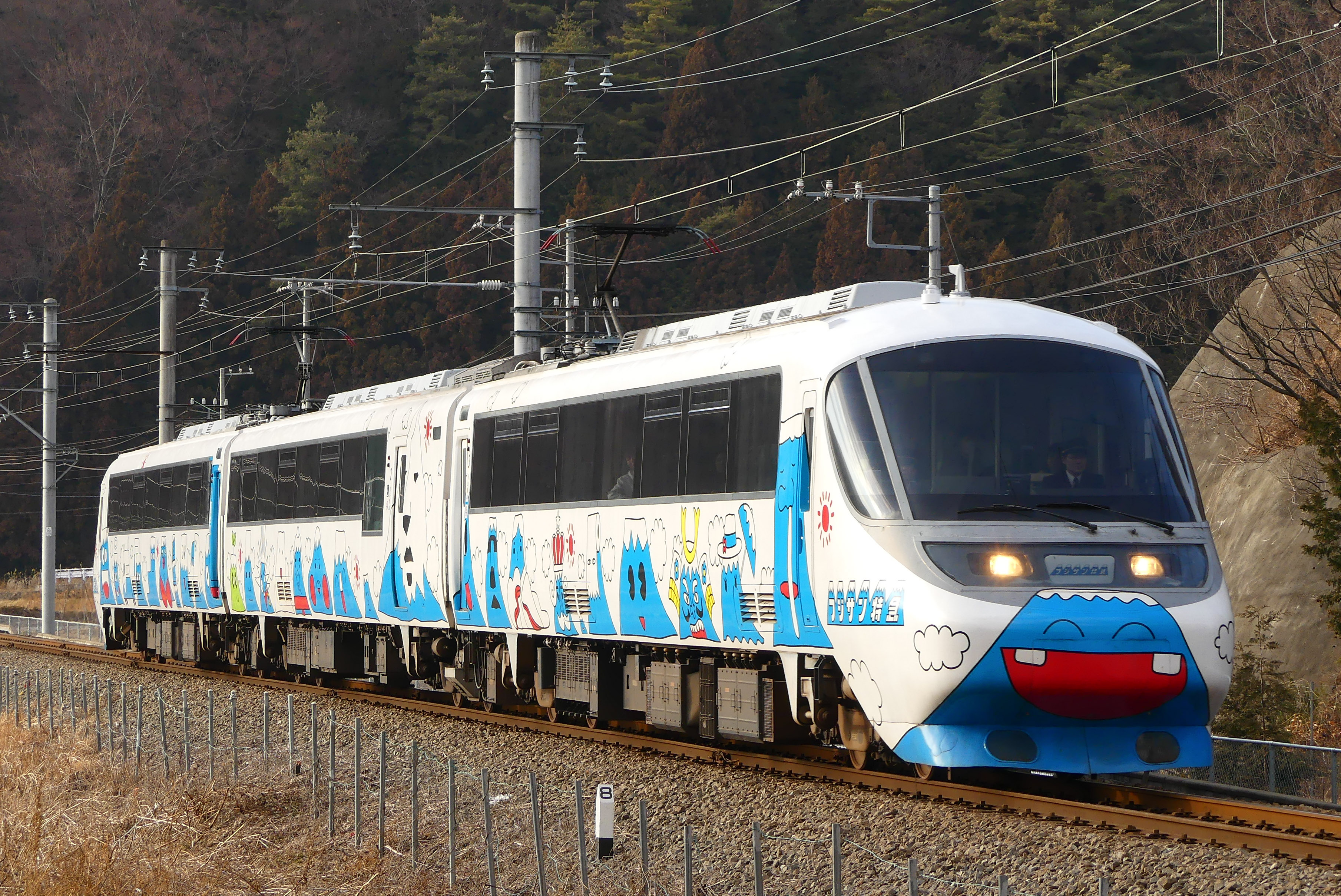
8000계
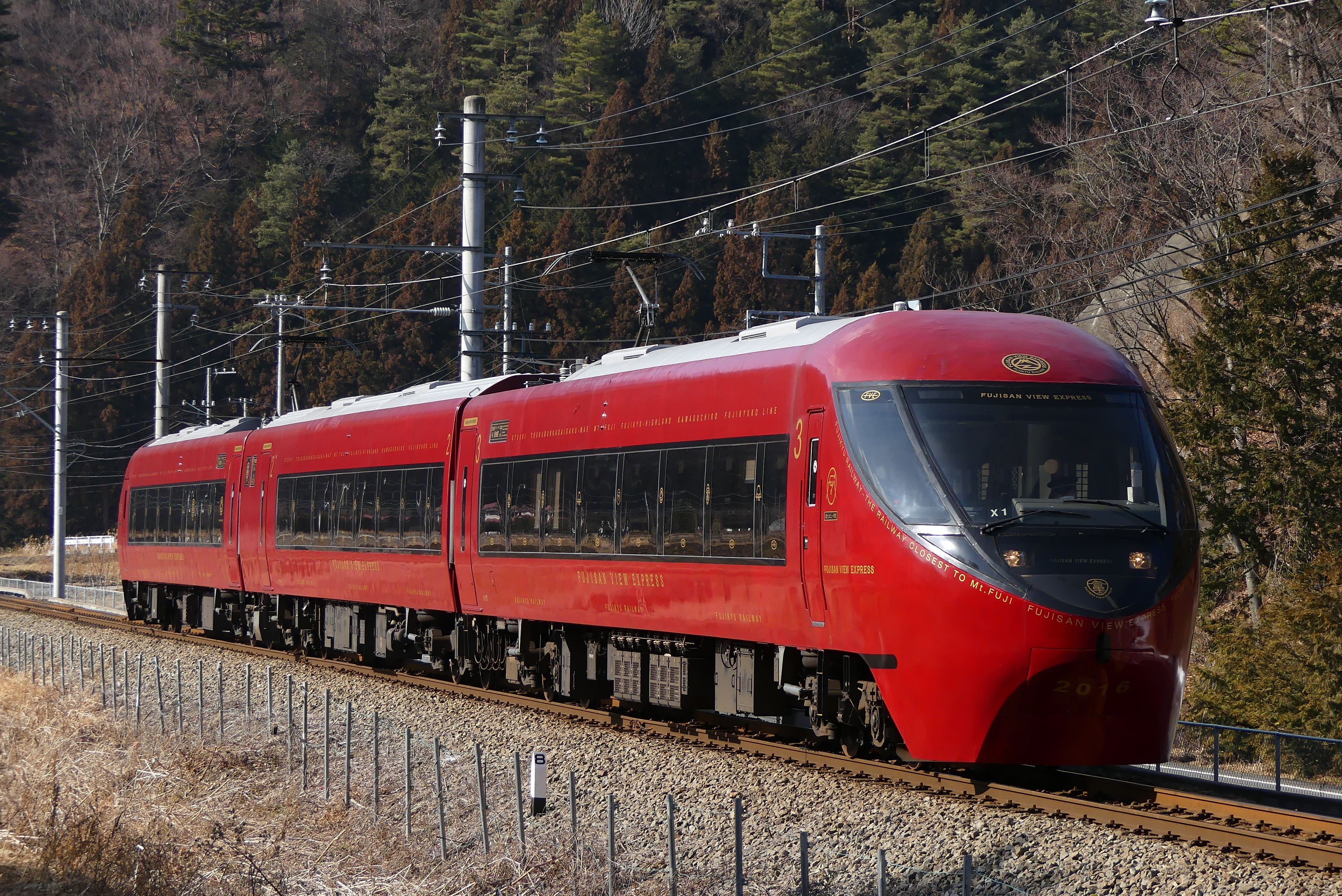
8500계

### 버스
이 회사는 대한민국의 현대자동차에서 생산한 현대 유니버스를 몇 대 운용하고 있다.

## 관광사업
- 후지큐 하이랜드

## 백화점
- 후지큐 백화점
- 후지요시다 후지큐 터미널 빌딩